# تیم پناهندگان المپیک در المپیک تابستانی ۲۰۱۶
تیم پناهندگان المپیک در رقابت‌های المپیک تابستانی ۲۰۱۶ در ریو دو ژانیرو در برزیل از ۵ تا ۲۱ اوت ۲۰۱۶ به عنوان شرکت کنندگان مستقل المپیک حضور دارند.
در ماه مارس سال ۲۰۱۶، مدیر کمیته بین‌المللی المپیک (IOC) توماس باخ اعلام کرد که با توجه به بحران جهانی پناهندگان و بحران مهاجرتی اروپا، کمیته بین‌المللی المپیک پنج تا ده پناهنده را انتخاب خواهد نمود تا به رقابت در بازی‌های المپیک ریو بپردازند.

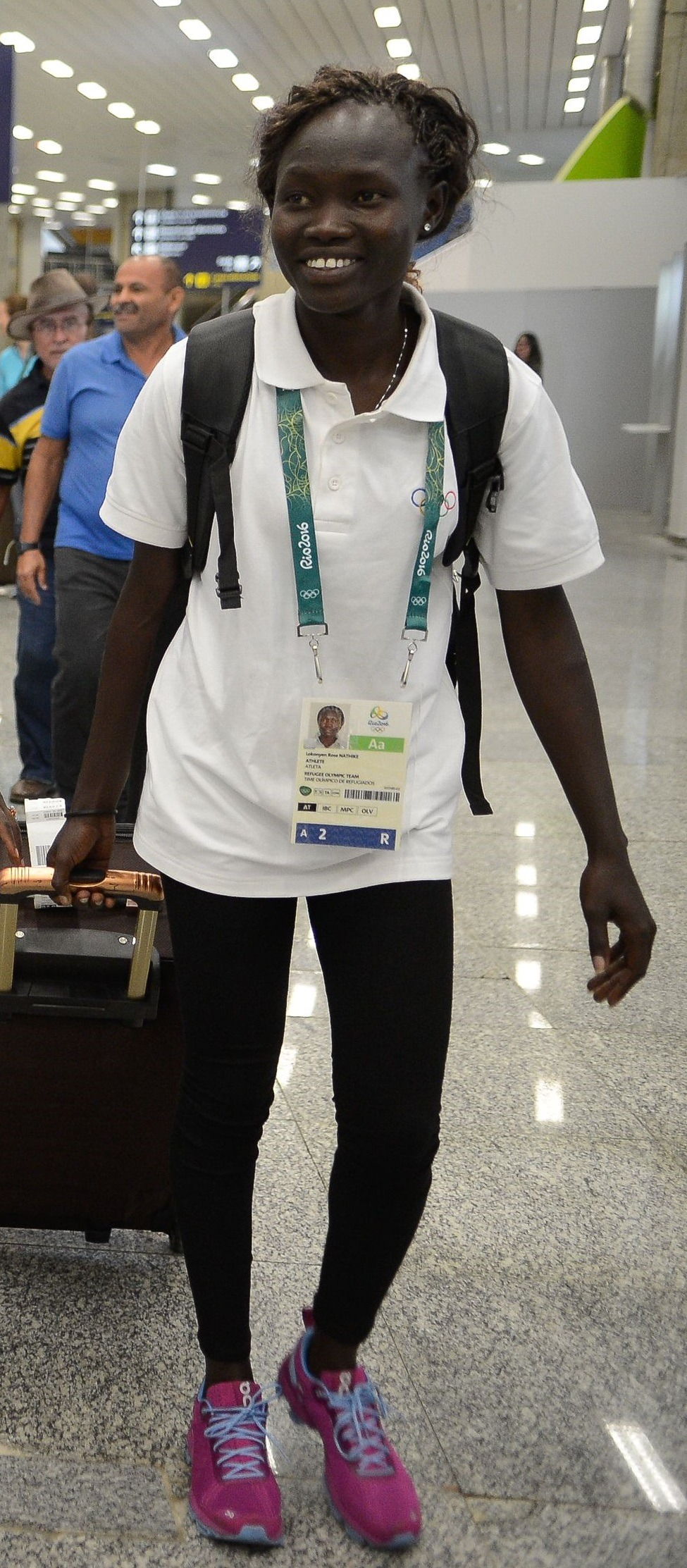
رز لوکونین برای شرکت در مسابقات وارد ریو می‌شود

## انتخاب تیم و بودجه
کمیته بین‌المللی المپیک ۴۳ نامزد بالقوه را برای عضویت در این تیم تعیین کرد. انتخاب نهایی به توانایی ورزشی افراد، شرایط فردی و اینکه به عنوان پناهنده از طرف سازمان ملل پذیرفته شده‌اند یا نه بستگی دارد. به منظور آموزش و آماده‌سازی این ورزشکاران، کمیته بین‌المللی المپیک بودجه‌ای معادل ۲ میلیون دلار آمریکا تهیه دیده شد. سپس از کمیته‌های ملی المپیک خواسته شد تا ورزشکاران آواره در کشور خود را که قادر به رسیدن به سطح المپیک هستند را شناسایی نمایند.
در ابتدا سه ورزشکار شناسایی شدند: ۱. یسرا ماردینی شناگر اهل سوریه که با قایق بادی از ترکیه خود را به یونان رسانده بود و با عبور از یونان، منطقهٔ بالکان، مجارستان و اتریش در نهایت خود را به آلمان رسانده و در حال حاضر در آن جا زندگی می‌کند. ۲.راحله آسمانی، یک ایرانی ورزشکار در زمینهٔ تکواندو در بلژیک و ۳. جودوکار پوپول میسینگا یک ورزشکار از جمهوری دموکراتیک کنگو که در حال حاضر در برزیل زندگی می‌کند. آسمانی کمی بعد، تابعیت بلژیک را به دست آورد و تقاضا کرده‌است که به عنوان عضو تیم این کشور در رقابت‌ها حضور داشته باشد مدیر کمیته بین‌المللی المپیک (IOC) توماس باخ گفته‌است احتمالاً چنین اجازه‌ای به وی داده خواهد شد.
در ادامه، نامزدهای بیشتری تعیین شدند. از میان پناهندگان جنگ داخلی سوریه، احمد بدر واعد و نظیر یاسر دوچرخه سوار و محمد ماسو در رشته ورزش سه‌گانه انتخاب شدند و از اردوگاه پناهندگان کاکوما در کنیا، ۲۳ ورزشکار نامزد شدند.
در ۳ ژوئن ۲۰۱۶ کمیته بین‌المللی المپیک اعلام کرد یک تیم ده نفره از ورزشکاران به عنوان بخشی از تیم پناهندگان در این رقابت‌ها شرکت خواهد کرد.

| ورزشکار         | ملیت                  | فرستاده از طرف کمیتهٔ ملی المپیک | رشته ورزشی  | رویداد               |
| --------------- | --------------------- | ------------------------------- | ----------- | -------------------- |
| جیمز چینگجیک    | سودان جنوبی           | کنیا                            | دو و میدانی | دو ۴۰۰ متر مردان     |
| ییچ بیل         | سودان جنوبی           | کنیا                            | دو و میدانی | دو ۸۰۰ متر مردان     |
| پائولو لوکورو   | سودان جنوبی           | کنیا                            | دو و میدانی | دو ۱۵۰۰ متر مردان    |
| یوناس کینده     | اتیوپی                | لوکزامبورگ                      | دو و میدانی | دو ماراتن مردان      |
| پوپول میسنگا    | جمهوری دموکراتیک کنگو | برزیل                           | جودو        | ۹۰ کیلوگرم مردان     |
| رامی انیس       | سوریه                 | بلژیک                           | شنا         | ۱۰۰ متر پروانه مردان |
| رز لوکونین      | سودان جنوبی           | کنیا                            | دو و میدانی | دو ۸۰۰ متر زنان      |
| آنجلینا لوهالیت | سودان جنوبی           | کنیا                            | دو و میدانی | دو ۱۵۰۰ متر زنان     |
| یولانده مابیکا  | جمهوری دموکراتیک کنگو | برزیل                           | جودو        | ۷۰ کیلوگرم زنان      |
| یسرا ماردینی    | سوریه                 | آلمان                           | شنا         | ۱۰۰ متر آزاد زنان    |

## دو و میدانی
۴ مرد و ۲ زن در مسابقات دو و میدانی شرکت کردند. یوناس کینده اصالتاً از اتیوپی است و در زمان این بازی‌های المپیک، ۳۶ ساله بود و در ماراتن مردان شرکت می‌کرد. در ۲۱ اوت، او ماراتن را در ۲ ساعت و ۲۴ دقیقه و ۸ ثانیه به پایان رساند که او را از بین ۱۴۰ نفر شرکت‌کننده در مکان ۹۰ قرار داد. جیمز چینگجیک، اصالتاً اهل سودان جنوبی، در آن زمان ۲۴ ساله بود. او در دو ۴۰۰ متر شرکت کرد و در گروه چهارم قرار گرفت، او زمان ۵۲٫۸۹ ثانیه را ثبت کرد، که در گروه، هشتم بود. فقط سه نفر برتر از هر گروه، به اضافه سه نفر برتر دیگر از میان تمام گروه‌ها، اجازه صعود داشتند، به این معنی که او حذف شد. ییچ بیل، نیز اصالتاً اهل سودان جنوبی بود، در زمان بازی‌های المپیک ۲۱ ساله بود. مسابقه بیل دو ۸۰۰ متر بود، جایی که او در گروه خود با زمان ۱ دقیقه و ۵۴٫۶۷ ثانیه در رده هشتم ایستاد، که برای صعود به مرحله بعدی کافی نیست.
رز لوکونین، نیز از سودان جنوبی، در زمان بازی‌های المپیک ریو ۲۱ ساله بود. او در دو ۸۰۰ متر مسابقه داد و با زمان ۲ دقیقه و ۱۶٫۶۴ ثانیه در گروه هفتم شد. در این مسابقه، دو نفر برتر از هر گروه و همچنین هشت نفر برتر دیگر از میان تمام گروه‌ها واجد شرایط مرحله بعدی بودند، اما زمان لوکونین کافی نبود. آنجلینا لوهالیت در زمان این بازی‌های المپیک ۲۳ ساله بود و همچنین اصالتاً از سودان جنوبی بود. او در مسابقه دو ۱۵۰۰ متر زنان شرکت کرد و با زمان ۴ دقیقه و ۴۷٫۳۸ ثانیه در رده ۱۴ ایستاد و در گروه به کار خود پایان داد و او از رقابت حذف شد. پائولو لوکورو در دو ۱۵۰۰ متر مردان شرکت کرد. او ۲۴ ساله و اصالتاً از سودان جنوبی بود. وی در گروه خود با زمان ۴ دقیقه و ۳٫۹۶ ثانیه، از بین ۱۲ ورزشکار گروه خود در جایگاه یازدهم ایستاد. این برای صعود وی به نیمه‌نهایی کافی نبود.
| ورزشکار         | رویداد            | مرحله گروهی | مرحله گروهی | نیمه‌نهایی | نیمه‌نهایی | فینال     | فینال     |
| ورزشکار         | رویداد            | نتیجه       | مقام        | نتیجه     | مقام      | نتیجه     | مقام      |
| --------------- | ----------------- | ----------- | ----------- | --------- | --------- | --------- | --------- |
| جیمز چینگجیک    | دو ۴۰۰ متر مردان  | ۵۲٫۸۹       | ۸           | راه نیافت | راه نیافت | راه نیافت | راه نیافت |
| ییج بیل         | دو ۸۰۰ متر مردان  | ۱:۵۴٫۶۷     | ۸           | راه نیافت | راه نیافت | راه نیافت | راه نیافت |
| پائولو لوکورو   | دو ۱۵۰۰ متر مردان | ۴:۰۳٫۹۶     | ۱۱          | راه نیافت | راه نیافت | راه نیافت | راه نیافت |
| یوناس کینده     | دو ماراتن مردان   | —           | —           | —         | —         | ۲:۲۴٫۰۸   | ۹۰        |
| رز لوکونین      | دو ۸۰۰ متر زنان   | ۲:۱۶٫۶۴     | ۷           | راه نیافت | راه نیافت | راه نیافت | راه نیافت |
| آنجلینا لوهالیت | دو ۱۵۰۰ متر زنان  | ۴:۴۷٫۳۸     | ۱۴          | راه نیافت | راه نیافت | راه نیافت | راه نیافت |

## جودو
دو جودوکار به عنوان بخشی از تیم پناهندگان انتخاب شدند، یک مرد و یک زن. پوپول میسنگا و یولانده مابیکا هر دو از جمهوری دموکراتیک کنگو هستند اما در برزیل آموزش دیده‌اند. میسنگا در زمان این بازی‌های المپیک ۲۴ ساله بود. او در مسابقات میان وزن مردان شرکت کرد که در ۱۰ اوت برگزار شد و موفق شد از در دور اول عبور کند. در دور دوم، آوتار سینگ از هند را شکست داد و در دور سوم مغلوب گواک دونگ-هان دارنده مدال برنز از کره جنوبی شد. میسنگا در رده نهم قرار گرفت. مابیکا در زمان بازی‌های المپیک ریو ۲۸ ساله بود. در ۱۰ اوت، او در دور اول ۷۰ کیلوگرم زنان از لیندا بولدر اسرائیلی شکست خورد. او در مقام هفدهم مشترک قرار گرفت.
| ورزشکار        | رویداد           | دور ۶۴     | دور ۳۲                     | دور ۱۶                         | یک‌چهارم نهایی | نیمه‌نهایی  | شانس مجدد  | فینال / م‌ب | فینال / م‌ب |
| ورزشکار        | رویداد           | حریف نتیجه | حریف نتیجه                 | حریف نتیجه                     | حریف نتیجه    | حریف نتیجه | حریف نتیجه | حریف نتیجه | مقام       |
| -------------- | ---------------- | ---------- | -------------------------- | ------------------------------ | ------------- | ---------- | ---------- | ---------- | ---------- |
| پوپول میسنگا   | ۹۰ کیلوگرم مردان | Bye        | آوتار سینگ (IND) برد ۱–۰   | گواک دونگ-هان (KOR) باخت ۰–۱۰۰ | راه نیافت     | راه نیافت  | راه نیافت  | راه نیافت  | راه نیافت  |
| یولانده مابیکا | ۷۰ کیلوگرم زنان  | —          | لیندا بولدر (ISR) باخت ۱–۰ | راه نیافت                      | راه نیافت     | راه نیافت  | راه نیافت  | راه نیافت  | راه نیافت  |

## شنا
دو شناگر برای تیم پناهندگان انتخاب شدند، یک مرد و یک زن. رامی انیس، اصالتاً سوریه‌ای است اما اکنون در بلژیک آموزش می‌بیند و یسرا ماردینی نیز اصالتاً سوریه‌ای است اما اکنون در آلمان زندگی می‌کند. یک دستیار مربی، خامیس اگیر نیز از سوریه است. انیس در زمان بازی‌های المپیک ریو ۲۵ ساله بود. در تاریخ ۹ اوت، او در دور اول ۱۰۰ متر آزاد مردان شرکت کرد، جایی که ۱۶ شناگر برتر به نیمه‌نهایی راه می‌یافتند. زمان او ۵۴٫۲۵ ثانیه بود و از ۸ شناگر در گروه ششم و پنجاه و ششم از ۵۹ ورزشکار کلی بود، به این معنی که در دور اول حذف شد. در ۱۱ اوت او در ۱۰۰ متر پروانه مردان شرکت کرد. در دور اول، او زمان ۵۶٫۲۳ ثانیه را ثبت کرد که در گروه در رده آخر بود. از آنجا که ۱۶ نفر برتر می‌توانستند به نیمه‌نهایی صعود کنند و در مجموع، رامی انیس در رده چهلم قرار گرفت، دیگر نتوانست صعود کند.
ماردینی هنگام المپیک ۲۰۱۶ ۱۸ ساله بود. در ۶ اوت، او در دور اول ۱۰۰ متر پروانه زنان شرکت کرد و در گروه با زمان ۱ دقیقه و ۹٫۲۱ ثانیه اول شد. با این حال، فقط ۱۶ نفر برتر باید به مرحله نیمه‌نهایی صعود کنند و رتبه کلی او ۴۰ بود. مسابقه بعدی او ۱۰۰ متر آزاد زنان در ۱۰ اوت بود. او با زمان ۱ دقیقه و ۴٫۶۶ ثانیه در گروه خود هفتم شد و طبق معمول، ۱۶ نفر برتر به نیمه‌نهایی راه یافتند. جایگاه کلی او در آن زمان ۴۵ ام بود، بنابراین حذف شد.
| ورزشکار      | رویداد               | مرحله گروهی | مرحله گروهی | نیمه‌نهایی | نیمه‌نهایی | فینال     | فینال     |
| ورزشکار      | رویداد               | زمان        | مقام        | زمان      | مقام      | زمان      | مقام      |
| ------------ | -------------------- | ----------- | ----------- | --------- | --------- | --------- | --------- |
| رامی انیس    | ۱۰۰ متر پروانه مردان | ۵۶٫۲۳       | ۴۰          | راه نیافت | راه نیافت | راه نیافت | راه نیافت |
| رامی انیس    | ۱۰۰ متر آزاد مردان   | ۵۴٫۲۵       | ۵۶          | راه نیافت | راه نیافت | راه نیافت | راه نیافت |
| یسرا ماردینی | ۱۰۰ متر آزاد زنان    | ۱:۰۴٫۶۶     | ۴۵          | راه نیافت | راه نیافت | راه نیافت | راه نیافت |
| یسرا ماردینی | ۱۰۰ متر پروانه زنان  | ۱:۰۹٫۲۱     | ۴۱          | راه نیافت | راه نیافت | راه نیافت | راه نیافت |